# São Sebastião do Maranhão (ort)
São Sebastião do Maranhão är en ort i Brasilien.   Den ligger i kommunen São Sebastião do Maranhão och delstaten Minas Gerais, i den sydöstra delen av landet, 600 km öster om huvudstaden Brasília. São Sebastião do Maranhão ligger 517 meter över havet och antalet invånare är 10 647.
Terrängen runt São Sebastião do Maranhão är platt åt sydost, men åt nordväst är den kuperad. Runt São Sebastião do Maranhão är det ganska glesbefolkat, med 26 invånare per kvadratkilometer.. Det finns inga andra samhällen i närheten.
Omgivningarna runt São Sebastião do Maranhão är huvudsakligen savann.